# Dimako
Dimako este un oraș din Camerun.